# Formule 1 (album)
Formule 1 (též Formule I.) je druhé studiové album české rockové skupiny Synkopy 61. Vyšlo ve vydavatelství Panton (katalogové číslo 22 0503) v roce 1975 na desetipalcové gramofonové desce. Jedná se o jediné album natočené v době, kdy byl členem skupiny i Oldřich Veselý, než v roce 1975 odešel do M. efektu. Oproti předchozím albům a EP již Formule 1 obsahuje výhradně vlastní skladby.
Na CD vyšlo album poprvé v roce 2008 na kompilaci Festival-Xantipa-Formule 1.

## Seznam skladeb
| Strana 1 | Strana 1        | Strana 1 | Strana 1          | Strana 1 |
| Pořadí   | Název           | Hudba    | Text              | Délka    |
| -------- | --------------- | -------- | ----------------- | -------- |
| 1.       | Formule I.      | Rybář    | František Jemelka | 2:57     |
| 2.       | To se stává     | Směja    | Hanák             | 3:11     |
| 3.       | Poselství dětem | Veselý   | Hanák             | 3:22     |
| 4.       | Kámen mudrců    | Směja    | Hanák             | 3:36     |

| Strana 2       | Strana 2                                                             | Strana 2       | Strana 2       | Strana 2 |
| Pořadí         | Název                                                                | Hudba          | Text           | Délka    |
| -------------- | -------------------------------------------------------------------- | -------------- | -------------- | -------- |
| 1.             | Touhy“ 1. „Vnuk Amundsenův“ 2. „Epitaf Julesa Verna“ 3. „Atomový věk | Veselý         | Hanák          | 13:21    |
| Celková délka: | Celková délka:                                                       | Celková délka: | Celková délka: | 26:34    |

## Obsazení
- Synkopy 61
  - Oldřich Veselý – klávesy, vokály, zpěv (ve skladbách „Poselství dětem“ a „Touhy“)
  - Michal Polák – zpěv (ve skladbě „To se stává“), vokály, perkuse
  - Petr Směja – kytara, vokály
  - Pavel Pokorný – klávesy, vokály
  - Jan Čarvaš – baskytara, vokály, zpěv (ve skladbě „Kámen mudrců“)
  - Jiří Rybář – bicí, vokály, zpěv (ve skladbě „Formule I.“)
- Hosté
  - Oldřich „Alfa“ Šmíd – vibrafon (ve skladbě „Touhy“)
  - členové Orchestru Gustava Broma a Studio Brno (ve skladbách „Poselství dětem“ a „Touhy“)